# Agge Harinxma
Agge Harinxma (circa 1360 - 1422) is een voormalig hoofdeling van de Nederlandse stad Sneek.
Hij trouwde in Sneek in 1402 met His Bockema, dochter van ridder Rienck Bockema en kleindochter van de Friese hoofdeling Feicke Sickinga. Samen kregen ze twee kinderen: Bocke (1403-1468) en Hylck (1405-onbekend).  Als ouderman was hij woonachtig op de Rodenburg-stins in de binnenstad van Sneek, oorspronkelijk was hij afkomstig uit Heeg. Na het aftreden van zijn schoonvader Rienck Bockema werd hij door hem benoemd tot hoofdeling van Sneek.